# Valea Largă
Valea Largă é uma comuna romena localizada no distrito de Mureș, na região histórica da Transilvânia. A comuna possui uma área de 32.50 km² e sua população era de 3256 habitantes segundo o censo de 2007.